# Scotopteryx staudingeri
Scotopteryx staudingeri là một loài bướm đêm trong họ Geometridae.